# Matt Frewer

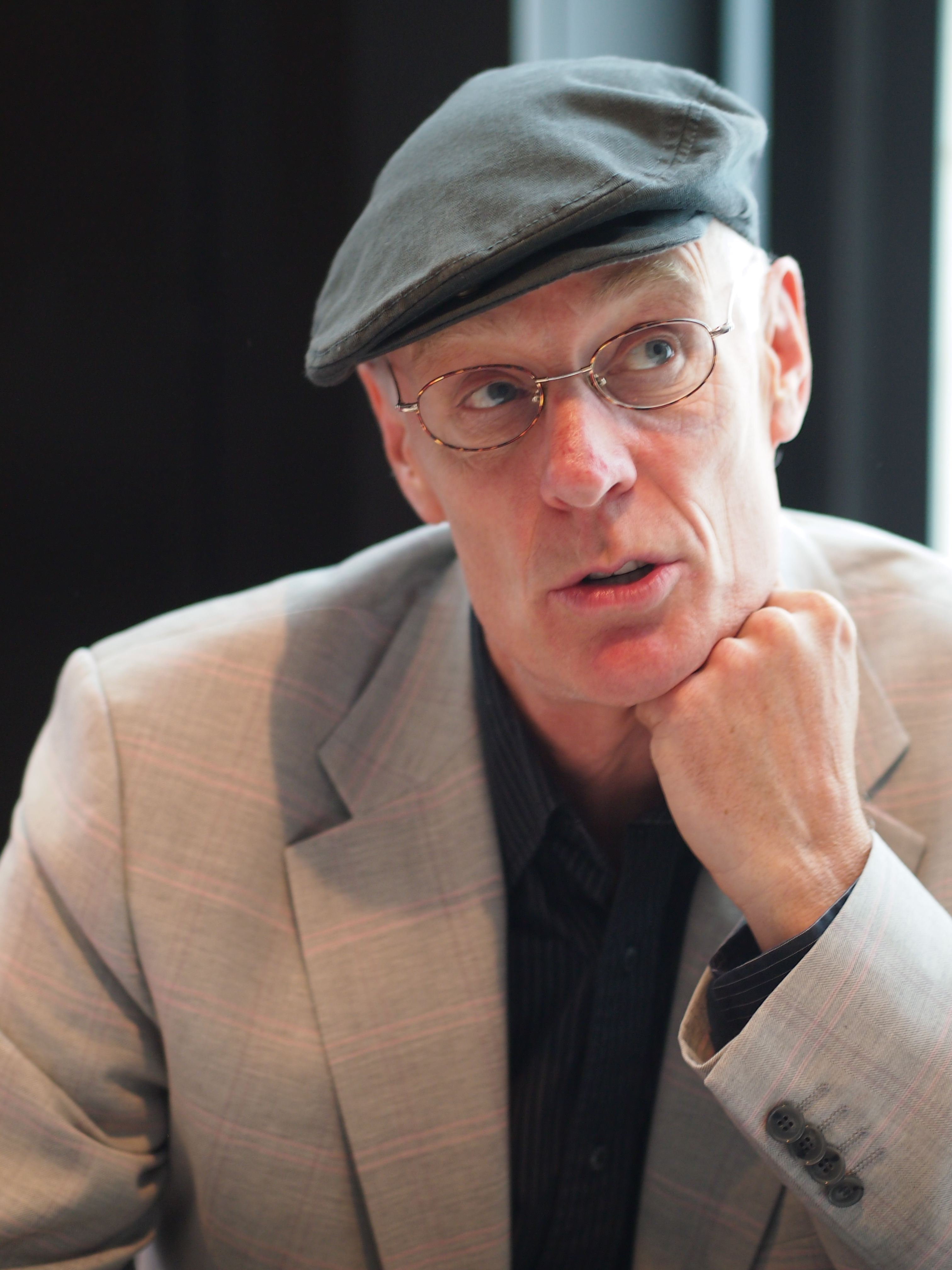
Matt Frewer under FedCon den 11 maj 2013.

Matthew "Matt" George Frewer, född 4 januari 1958 i Washington, D.C., USA, är en amerikansk-kanadensisk skådespelare. Frewer är känd som skådespelare i filmer och TV-serier såsom Supergirl, Star Trek: The Next Generation, Älskling, jag krympte barnen, Watchmen, Stora vänliga jätten och Orphan Black. Han är även skådespelaren bakom Max Headroom. Sedan 1984 är Frewer gift med Amanda Hillwood och tillsammans har de en dotter.

## Filmografi (i urval)
- Supergirl (1984)
- Älskling, jag krympte barnen (1989)
- Herkules (1997)
- Dawn of the Dead (2004)
- Watchmen (2009)
- Pixels (2015)
- Stora vänliga jätten (2016)
- 2025 – The Hunting Party (TV-serie)